# Buc (Territoire de Belfort)
Ne doit pas être confondu avec Buc (Yvelines).
Pour les articles homonymes, voir Buc.
Buc est une commune française située dans le département du Territoire de Belfort, la région culturelle et historique de Franche-Comté et la région administrative Bourgogne-Franche-Comté. 
Ses habitants sont appelés les Bucains.
La commune dépend du canton de Châtenois-les-Forges.

## Géographie
Le village, situé à l'écart de tout chemin fréquenté a eu une vocation agricole jusque vers les années 1970, jusqu'à ce que le développement de l'automobile permette à des citadins travaillant à Belfort de s'y faire construire une maison individuelle dans un cadre particulièrement agréable.

### Climat
Pour des articles plus généraux, voir Climat de la Bourgogne-Franche-Comté et Climat du Territoire de Belfort.
En 2010, le climat de la commune est de type climat de montagne, selon une étude du Centre national de la recherche scientifique s'appuyant sur une série de données couvrant la période 1971-2000. En 2020, Météo-France publie une typologie des climats de la France métropolitaine dans laquelle la commune est exposée à un climat semi-continental et est dans la région climatique  Vosges, caractérisée par une pluviométrie très élevée (1 500 à 2 000 mm/an) en toutes saisons et un hiver rude (moins de 1 °C). 
Pour la période 1971-2000, la température annuelle moyenne est de 9,6 °C, avec une amplitude thermique annuelle de 17,4 °C. Le cumul annuel moyen de précipitations est de 1 295 mm, avec 12,7 jours de précipitations en janvier et 10,8 jours en juillet. Pour la période 1991-2020, la température moyenne annuelle observée sur la station météorologique de Météo-France la plus proche, « Dorans », sur la commune de Dorans à 5 km à vol d'oiseau, est de 10,9 °C et le cumul annuel moyen de précipitations est de 974,0 mm. 
La température maximale relevée sur cette station est de 38,1 °C, atteinte le 24 juillet 2019 ; la température minimale est de −16 °C, atteinte le 20 décembre 2009,,. 
Les paramètres climatiques de la commune ont été estimés pour le milieu du siècle (2041-2070) selon différents scénarios d'émission de gaz à effet de serre à partir des nouvelles projections climatiques de référence DRIAS-2020. Ils sont consultables sur un site dédié publié par Météo-France en novembre 2022.

## Urbanisme

### Typologie
Au 1er janvier 2024, Buc est catégorisée commune rurale à habitat dispersé, selon la nouvelle grille communale de densité à sept niveaux définie par l'Insee en 2022.
Elle est située hors unité urbaine. Par ailleurs la commune fait partie de l'aire d'attraction de Belfort, dont elle est une commune de la couronne,. Cette aire, qui regroupe 91 communes, est catégorisée dans les aires de 50 000 à moins de 200 000 habitants,.

### Occupation des sols
L'occupation des sols de la commune, telle qu'elle ressort de la base de données européenne d’occupation biophysique des sols Corine Land Cover (CLC), est marquée par l'importance des territoires agricoles (61,4 % en 2018), en diminution par rapport à 1990 (62,4 %). La répartition détaillée en 2018 est la suivante : prairies (51,6 %), forêts (25,4 %), zones urbanisées (13,2 %), terres arables (7,4 %), zones agricoles hétérogènes (2,3 %). L'évolution de l'occupation des sols de la commune et de ses infrastructures peut être observée sur les différentes représentations cartographiques du territoire : la carte de Cassini (XVIIIe siècle), la carte d'état-major (1820-1866) et les cartes ou photos aériennes de l'IGN pour la période actuelle (1950 à aujourd'hui).

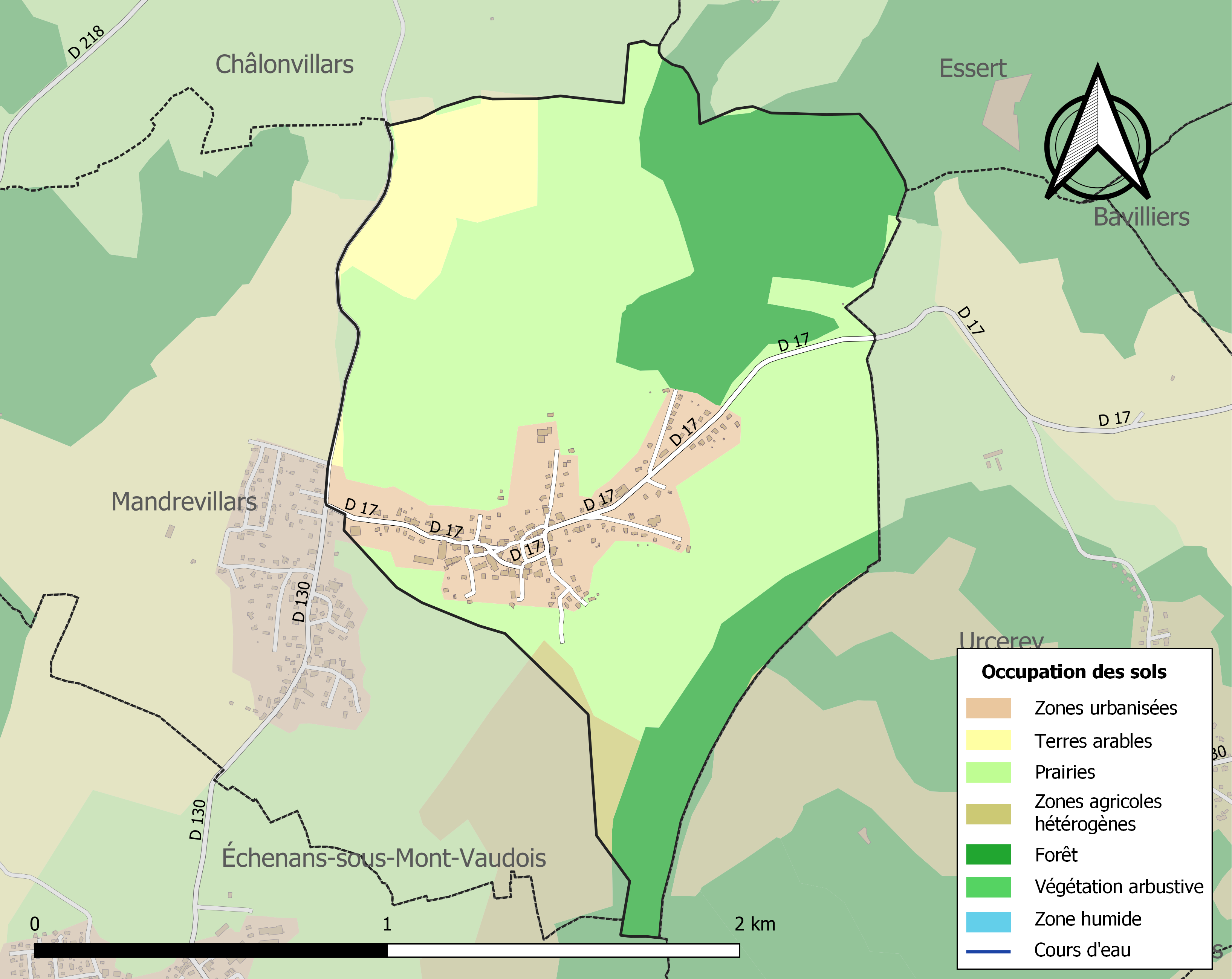
Carte des infrastructures et de l'occupation des sols de la commune en 2018 (CLC).

## Toponymie
- Birr (1347), Das maygertum Befelier vnd Bur (1394), Bû et meigerthum Bur (1427), Birck (1644), Buc (1655).

## Histoire

### Faits historiques
On rencontre le nom de Bures dans les archives à partir de la fin du XIIe siècle. (1196). Plus tard, la commune porta différents noms : Bus en 1229, Birr ou But en 1347, ou encore Bû en 1427. Le nom actuel apparaît déjà dans des actes de 1462 et 1533.
En 1349, Buc est une mairie qui fait partie de la seigneurie de Belfort. À la même époque, la marquise de Bade Adélaïde, qui a reçu le village à la mort de sa mère, affranchit les habitants.
La paroisse de Buc est très ancienne, elle englobait en 1306 Mandrevillars et Echenans.
L'église actuelle date de 1718, elle est dédiée à la Nativité-de-la-Sainte-Vierge et abrite un autel et un retable du XVIIIe siècle, une Vierge à l'Enfant du XVIIIe siècle classée Monument Historique et une cloche de 1523 également Monument Historique.

### Héraldique
| Armes de Buc | Les armes peuvent se blasonner ainsi : de gueules aux trois croissants d'argent, au chef cousu de sinople. |

## Politique et administration

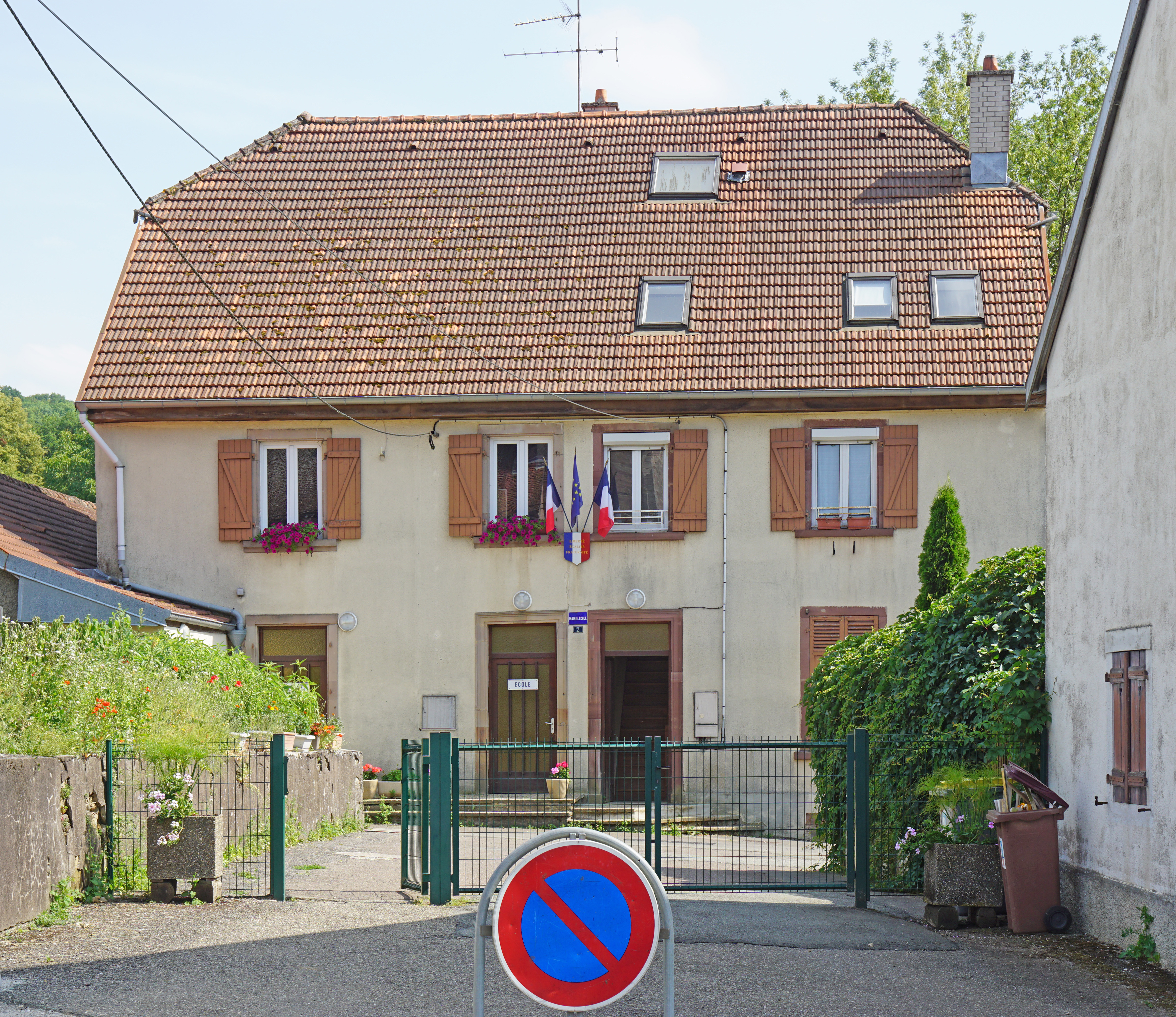
La mairie.

| Période                                  | Période       | Identité               | Étiquette | Qualité |
| ---------------------------------------- | ------------- | ---------------------- | --------- | ------- |
| Les données manquantes sont à compléter. |               |                        |           |         |
| vers 1521                                | 1581          | Simon Richard          |           |         |
| 1550                                     | 1565          | Girard Chavanel        |           |         |
| 1565                                     | 1581          | Jacques Petit          |           |         |
| vers 1636                                |               | Perin Chavanel         |           |         |
| 1734                                     |               | Jean-François Donze    |           |         |
| mai 1892                                 | décembre 1906 | Augustin Pequignot     |           |         |
| décembre 1906                            | décembre 1919 | Victor Félix Pequignot |           |         |
| décembre 1919                            | 1937          | Charles-François Signe |           |         |
| 1937                                     | 1945          | Henri-François Signe   |           |         |
| 1945                                     | 1955          | Léon Signe             |           |         |
| 1955                                     | 1969          | Louis péquignot        |           |         |
| 1969                                     | 1975          | Georges Signe          |           |         |
| 1975                                     | 1989          | Gaston Petey           |           |         |
| 1989                                     | 1990          | Georgette Quatreville  |           |         |
| mars 2001                                | mars 2008     | Frédéric Crestini      |           |         |
| mars 2008                                | 2014          | Bernadette Prestoz     |           |         |
| 2014                                     | En cours      | Didier Sacksteder      |           |         |

## Population et société

### Démographie
L'évolution du nombre d'habitants est connue à travers les recensements de la population effectués dans la commune depuis 1793. Pour les communes de moins de 10 000 habitants, une enquête de recensement portant sur toute la population est réalisée tous les cinq ans, les populations de référence des années intermédiaires étant quant à elles estimées par interpolation ou extrapolation. Pour la commune, le premier recensement exhaustif entrant dans le cadre du nouveau dispositif a été réalisé en 2006.

En 2022, la commune comptait 243 habitants, en évolution de −15,33 % par rapport à 2016 (Territoire de Belfort : −2,78 %, France hors Mayotte : +2,11 %).
| 1793 | 1800 | 1806 | 1821 | 1831 | 1836 | 1841 | 1846 | 1851 |
| ---- | ---- | ---- | ---- | ---- | ---- | ---- | ---- | ---- |
| 114  | 98   | 140  | 133  | 139  | 136  | 157  | 164  | 167  |

| 1856 | 1861 | 1866 | 1872 | 1876 | 1881 | 1886 | 1891 | 1896 |
| ---- | ---- | ---- | ---- | ---- | ---- | ---- | ---- | ---- |
| 150  | 156  | 164  | 162  | 171  | 167  | 193  | 187  | 191  |

| 1901 | 1906 | 1911 | 1921 | 1926 | 1931 | 1936 | 1946 | 1954 |
| ---- | ---- | ---- | ---- | ---- | ---- | ---- | ---- | ---- |
| 188  | 197  | 199  | 173  | 173  | 181  | 176  | 166  | 179  |

| 1962 | 1968 | 1975 | 1982 | 1990 | 1999 | 2006 | 2011 | 2016 |
| ---- | ---- | ---- | ---- | ---- | ---- | ---- | ---- | ---- |
| 213  | 219  | 230  | 273  | 284  | 312  | 310  | 308  | 287  |

| 2021 | 2022 | - | - | - | - | - | - | - |
| ---- | ---- | - | - | - | - | - | - | - |
| 254  | 243  | - | - | - | - | - | - | - |

### Personnalités liées à la commune
- Marie-Louis-Joseph-Constantin Tournier, né à Buc le 1er septembre 1887 : à 12 ans, il est envoyé au petit séminaire de Luxeuil. Après sa rhétorique, il entre au séminaire des Missions Étrangères et étudie la philosophie à Bièvres. Il est ordonné prêtre le 2 mars 1912 puis nommé évêque de Coïmbatore[18] en Inde en 1932. Il meurt le 18 mai 1938 à l'hôpital Sainte-Marthe de Bengalore, en Inde, et enterré dans le chœur de la cathédrale Saint-Michel de Coïmbatore.

## Lieux et monuments

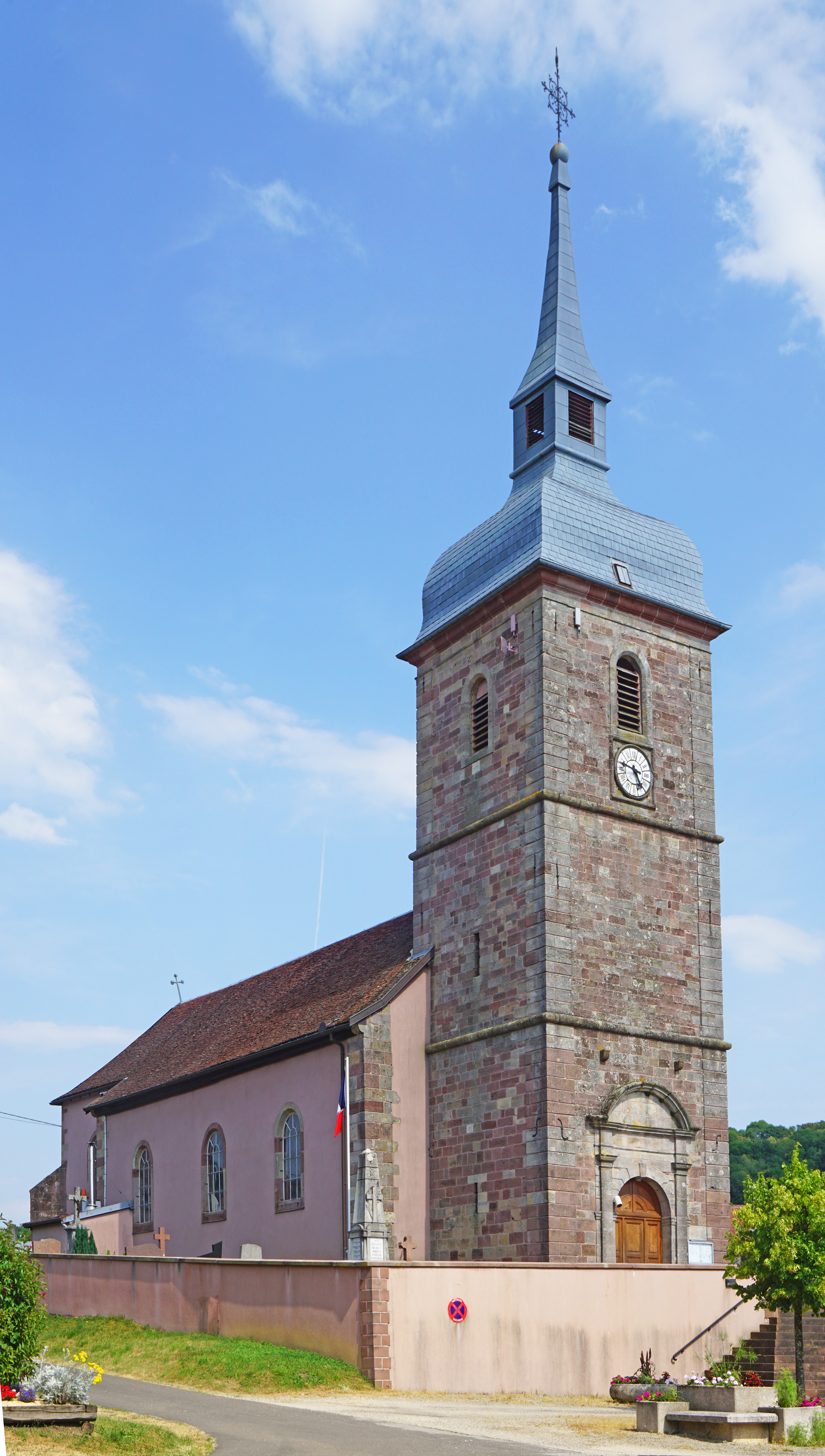
L'église de la Nativité-de-la-Sainte-Vierge.

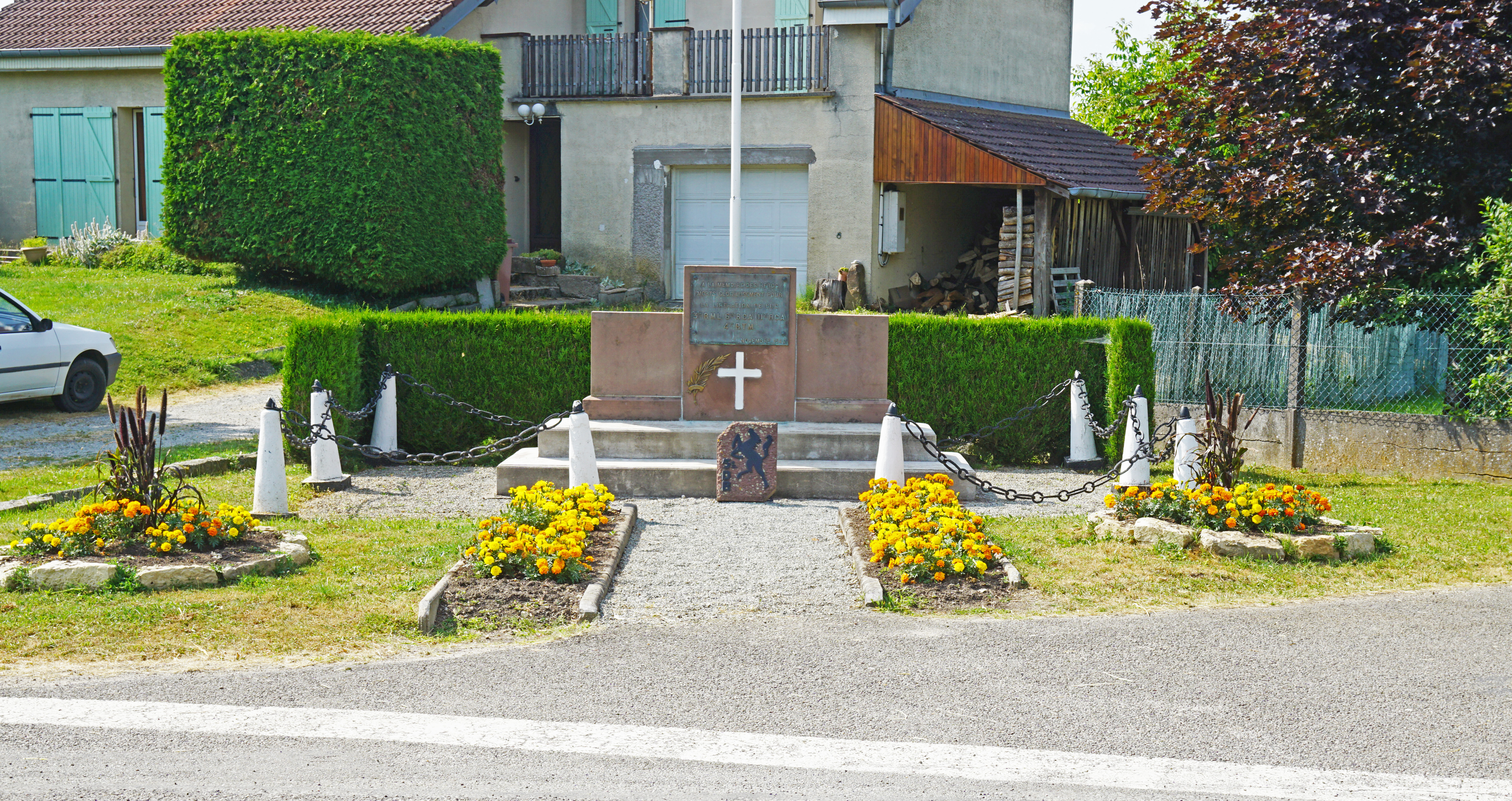
Monument commémoratif de la Libération.
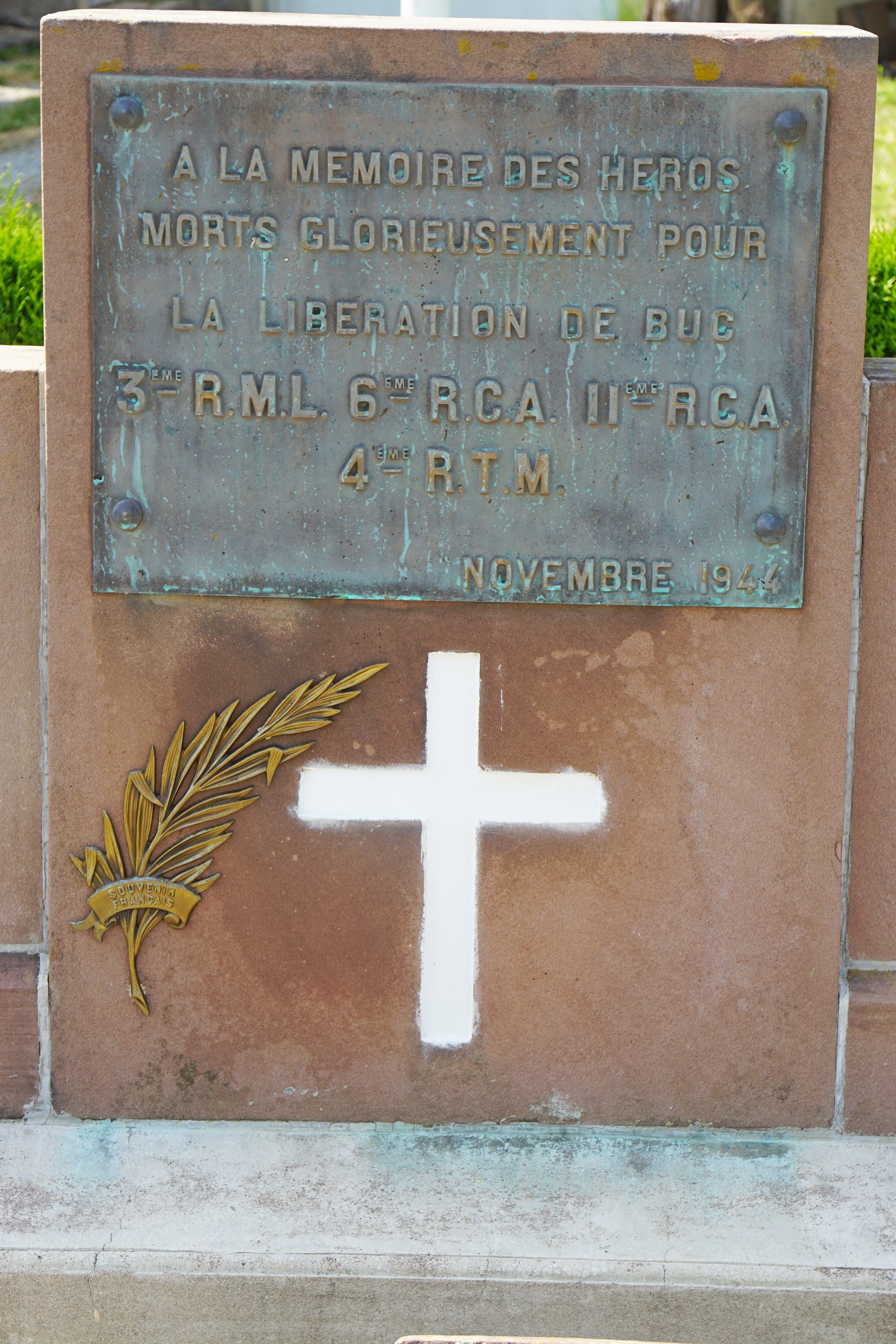
Détail de la plaque.
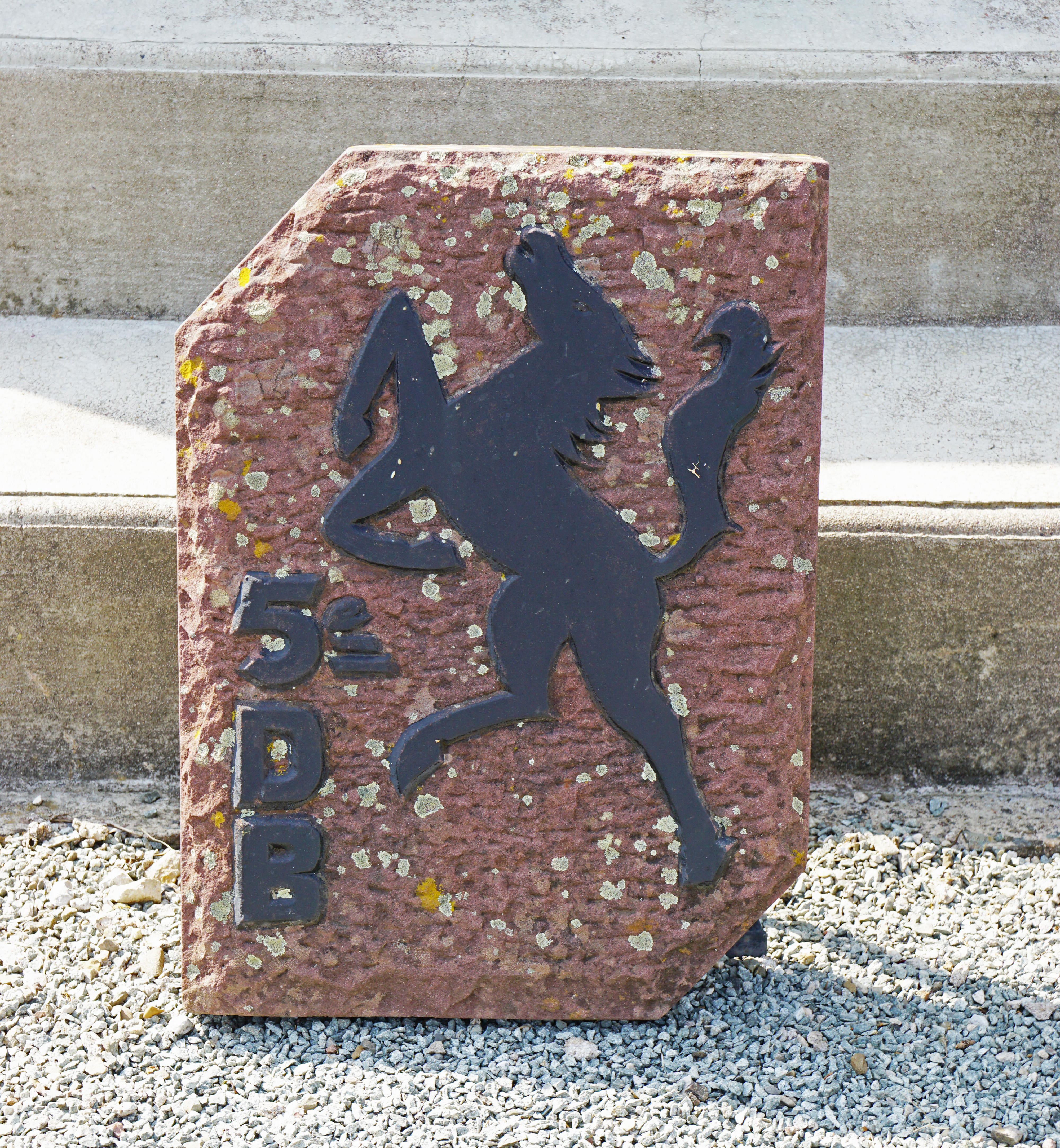
Détail.
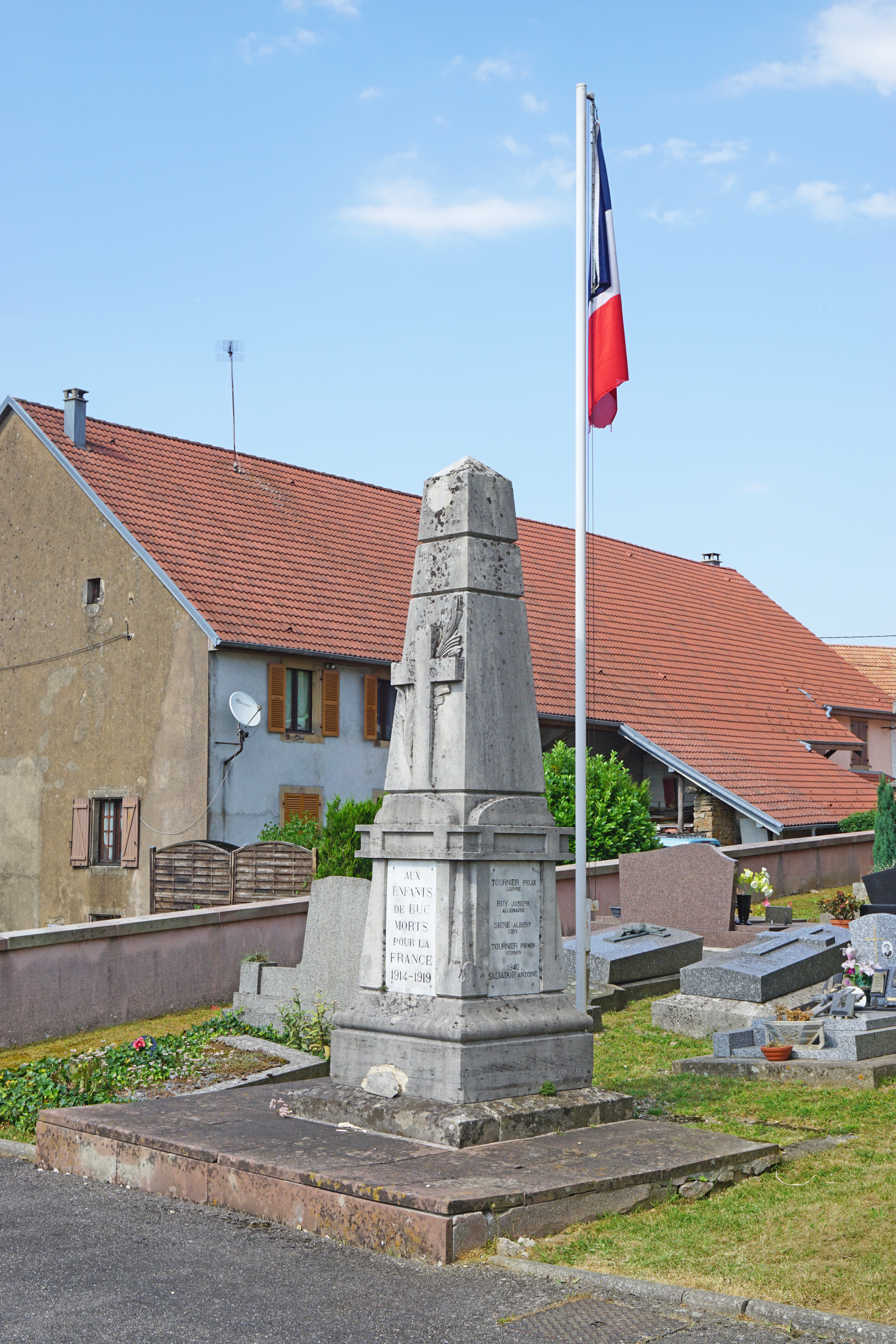
Monument aux morts.

## Pour approfondir